# Chesterfield (Massachusetts)
Chesterfield es un municipio situado en el condado de Hampshire, Massachusetts, Estados Unidos. Tiene una población estimada, a mediados de 2023, de 1173 habitantes.

## Geografía
La localidad está ubicada en las coordenadas 42°22′40″N 72°50′31″O / 42.37778, -72.84194. Según la Oficina del Censo, tiene una superficie total de 80.9 km², de los cuales 79.9 km² corresponden a tierra firme y 1.0 km² está cubierto de agua.

## Demografía
Según el censo de 2020, en ese momento había 1186 personas residiendo en la localidad. La densidad de población era de 14.8 hab./km². El 93.00% de los habitantes eran blancos, el 0.08% era amerindio, el 0.08% era asiático, el 0.76% eran de otras razas y el 6.07% eran de una mezcla de razas. Del total de la población, el 2.78% eran hispanos o latinos de cualquier raza.

## Localidades
- West Chersterfield